# TG4

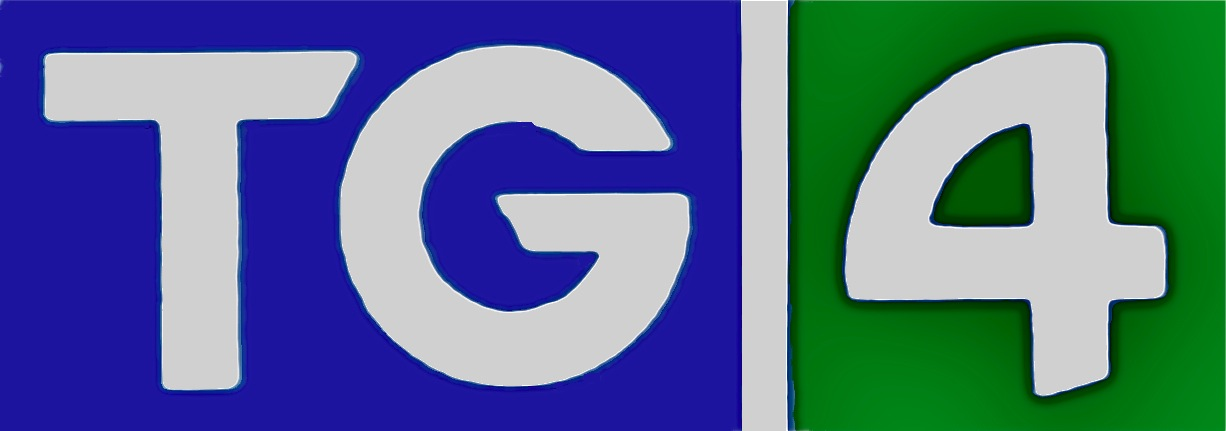
TG4:s logga som den såg ut 2011.

TG4 (Iriska: TG Ceathair; uttalas [tʲeː gʲeː ˈkʲahəɾʲ] eller [tiː d͡ʒiː ˈkʲahəɾʲ]) är en irländsk TV-kanal. Den grundades 1996 och ägs av Teilifís na Gaeilge.
Kanalen sänder nyheter, filmer, sport och musik. Kanalens fokusområde är att tillhandahålla programutbud på iriska, en mindre del av innehållet produceras också på engelska och andra språk. Sedan 2012 har man ytterligare en kanal sänder som högupplöst bild (TG4 HD). TG4 har enligt egna uppgifter cirka 650 000 tittare dagligen och upptar 2% av den totala tittartiden.

## Bakgrund
Innan etableringen av en iriskspråkig tv-kanal producerades det och sändes tv-program helt eller delvis på iriska via den engelskspråkiga tv-kanalen RTÉ. 
Röster för att skapa en huvudsakligen irisk-språkig tv-kanal har höjts sedan slutet av 1960-talet, då en grupp konstnärer publicerade boken Sit down and Be Counted som förordade avsättande av några timmars sändningstid dagligen åt programutbud på iriska. Dessa skulle produceras i de irisk-talande områdena, gaeltachtaí. En av författarna till boken var regissören Bob Quinn, skaparen av den första uteslutande iriskspråkiga spelfilmen Poitín som kom ut 1978. Den handlade om en hembrännare på landet i Connemara som bor i sin isolering tillsammans med sin vuxna dotter. 
1972 öppnades den första iriskspråkiga radiostationen, Raidió na Gaeltachta. Den spelade en viktig roll i spridningen av den ömsesidiga begripligheten hos talare av olika iriska dialekter, som dessförinnan hade exponerats för de olika regionala varieteterna i betydligt mindre utsträckning. Samtidigt hade radiostationen också som uttalat mål att bevara de olika dialekterna intakta. 
1980 bildades ett initiativ under namnet Coiste ar son Teilifís Gaeltachta ('Kommittén för iriskspråkig television'). Dess medlemmar grundade den privata tv-kanalen Telefís na Gaeltachta. Medel för att sätta upp en sändarstation samlades in i form av gåvor från befolkningen i de iriskspråkiga områden. I början rörde det sig om bara några få timmars sändningstid. Alla program var förinspelade. 
I början av nittiotalet, innan det egentliga TG4:s inrättande, utgjorde iriskspråkiga program fortfarande endast 5% av RTÉ:s sändningstid, och andelen brukade sjunka ytterligare under sommarmånaderna. Det politiska partiet Fianna Fáil inkluderade skapandet av en fullt iriskspråkig TV-kanal i sitt partiprogram, och efter att ha blivit en partner i regeringssamarbetet med Arbetarpartiet 1993 började de konkreta förberedelserna. Även efter regeringsskiftet 1994 förblev detta ett prioriterat område och TG4 började sända den 31 oktober 1996 som Irlands tredje nationella TV-kanal, först under namnet Teilifís na Gaeilge och med nuvarande namn sedan 1999.